# Jáchym Popper
Jáchym Popper (později Jáchym šlechtic Popper, německy Joachim Edler von Popper, 20. října 1722, Březnice – 10. května 1795, Praha) byl úspěšný židovský obchodník textilem, bankéř, továrník a dvorní žid v Českém království.

## Život a činnost
Pocházel z rodiny židovských obchodníků a obecních činitelů v Březnici. Jeho otec, Wolf Popper, byl židovským vrchním soudcem v Čechách.
Jáchym Popper se z rodné Březnice odstěhoval do Prahy, kde úspěšně obchodoval s textilem (vlnou, potaší, kosticemi apod.), později byl také bankéřem a provozoval manufakturu. V polovině 18. století zrušil císař Leopold II. monopol na tabák v Habsburské monarchii a rozdělil jeho části mezi Poppera, Israele Höniga a Salomona Dobruschku.
V lednu 1790 požádal Popper Josefa II. o povýšení do šlechtického stavu s predikátem „šlechtic“ a to s odpuštěním nebo proti úhradě poloviny taxy v uznání zásluh o stát a habsburský dům. Záležitost se ale zdržela smrtí císaře v únoru 1790 a nobilitace primátora českého židovstva byla vyřešena až po nástupu Leopolda II.. Listinou z 1. dubna 1790 byl Joachim Popper povýšen do šlechtického stavu s predikátem šlechtic (Edler von) a byl mu udělen erb: " v modrém poli zlatá krokev provázená v horních rozích štítu dvěma zlatými hvězdami a v patě štítu hlavou zlatou vlka s červeným jazykem. Na štítě stojí korunovaná turnajská přílba s modro-zlatými přikrývadly. Klenotem je rostoucí černá orlice s červeným jazykem".   Byl tak druhým rakouským židem povýšeným do šlechtického stavu bez konverze ke katolicismu či křesťanství vůbec.
Jáchym šlechtic Popper byl také činný jako veřejná osoba a dobrodinec. V Praze založil bejt midraš společně s Israelem Fränkelem. Stál rovněž u výstavby pražské Popperovy synagogy.
Jáchym neměl žádné vlastní děti, a proto adoptoval svého prasynovce Šimona Poppera, který zdědil jeho šlechtický titul. Rovněž adoptoval svého synovce Abrahama Löbla Duschenese, jenž zdědil jeho titul a psal se jako Ondřej Josef šlechtic Popper.